# رابرت لو
رابرت لو (انگلیسی: Robert Loe؛ زادهٔ ۵ اوت ۱۹۹۱) بازیکن بسکتبال اهل بریتانیا است.
وی در مسابقات کشوری و بین‌المللی در مجموع برندهٔ ۱ مدال برنز شده‌است.